# باشگاه فوتبال مورپث تاون
باشگاه فوتبال مورپث تاون (انگلیسی: Morpeth Town A.F.C.) یک باشگاه فوتبال در شهر مورپث، نورث‌آمبرلند، انگلیس است که در سال ۱۹۰۹ تأسیس شده‌است.